# Ricardo John
Ricardo John (n. el 10 de abril de 1995) es un futbolista profesional de Trinidad y Tobago. Además, ha jugado para la selección de su país.
En 2016 aún jugando para el Central FC es contratado por el Toronto FC II<ref>https://socawarriors.net/foreign-based/18067-toronto-fc-ii-sign-ricardo-john.html<ref> No logró debutar con el primer equipo y migró al fútbol salvadoreño con el Club Deportivo Luis Ángel Firpo donde ayudó al equipo a evitar el descenso.
Después de regresar por un breve periodo a la TT Superliga Nacional con el Queen's Park CC regresa al fútbol centroamericano con el Juticalpa Fútbol Club<ref>https://www.facebook.com/juticalpafutbolclub/posts/1097664107091153?comment_id=1097722060418691<ref> donde juega dos temporadas.
En 2022 aparece en la Liga de Fútbol de Anguila con el Salsa Ballers

## Clubes
| Club             | País              | Año         | Goles |
| ---------------- | ----------------- | ----------- | ----- |
| Central FC       | Trinidad y Tobago | 2015 - 2016 | ?     |
| Toronto FC II    | Canadá            | 2016 - 2017 | 0     |
| Luis Ángel Firpo | El Salvador       | 2018        | 7     |
| Queen's Park CC  | Trinidad y Tobago | 2019        | 2     |
| Juticalpa        | Honduras          | 2019 - 2021 | 0     |
| Salsa Ballers    | Anguila           | 2022 - 2022 | 17    |
| Attackers        | Anguila           | 2022 - 2022 | 4     |
| Central FC       | Trinidad y Tobago | 2023 - 2023 | ?     |